# Theodosius II
Theodosius II (tiếng Latin: Flavius Theodosius Junior Augustus; 401 – 450) thường gọi là Theodosius Trẻ  hoặc Theodosius Nhà thư pháp, là Hoàng đế Đông La Mã từ năm 408 đến 450. Ông được biết đến nhiều về việc ban hành bộ luật Theodosius và công xây dựng các bức tường thành Theodosius quanh Constantinopolis. Triều đại của ông còn được ghi nhận về các cuộc tranh cãi Thần học lớn nhất giữa hai trường phái Kitô giáo là Nestoria và Eutychia.

## Tiểu sử

### Thời kỳ ban đầu
Theodosius sinh năm 401, là con trai duy nhất của Hoàng đế Arcadius và người vợ gốc Frank Aelia Eudoxia. Vào tháng 1 năm 402, ông được cha phong làm đồng Augustus, do vậy trở thành người trẻ tuổi nhất từng nắm giữ xưng hiệu này trong lịch sử La Mã. Năm 408, cha ông qua đời và cậu bé bảy tuổi đã trở thành Hoàng đế Đông La Mã.

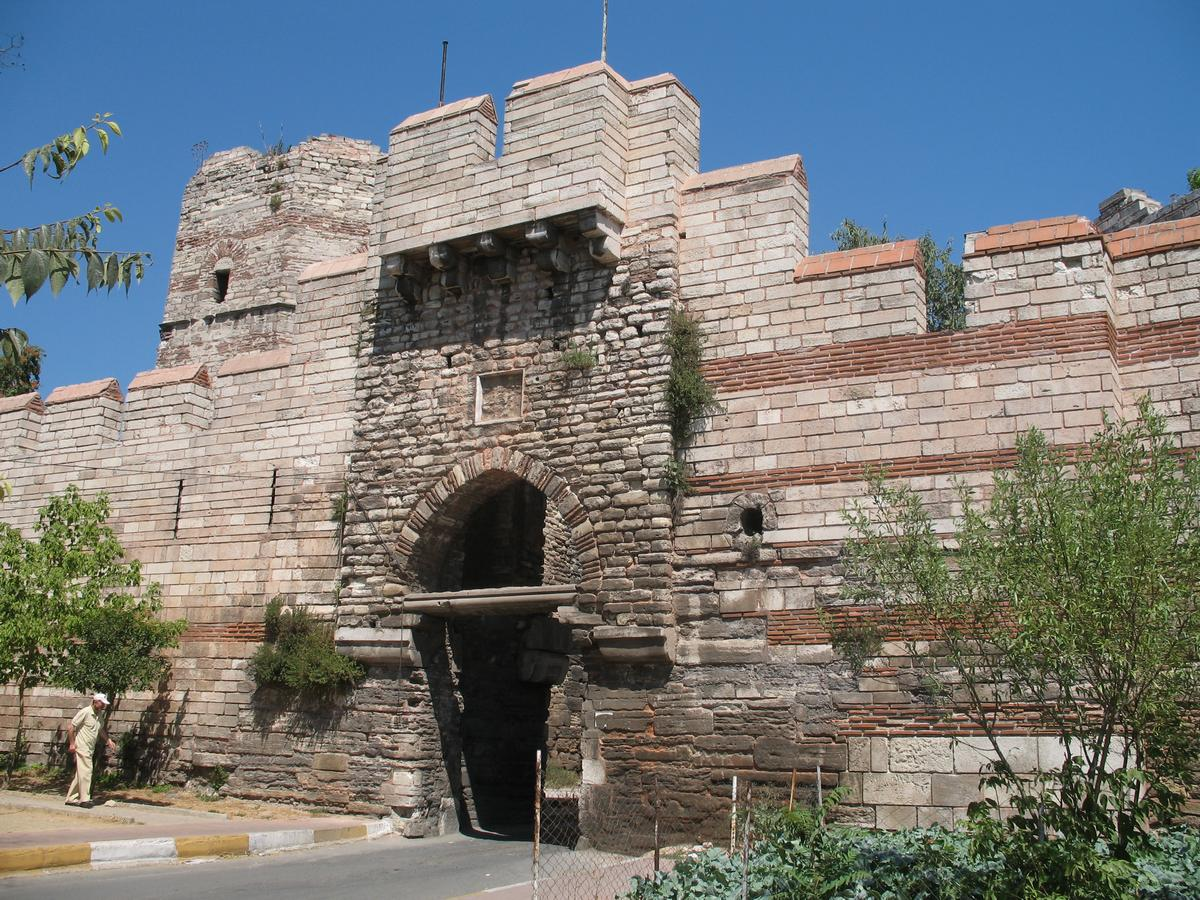
Bức tường thành Theodosius

Chính quyền Đông La Mã lúc đầu bị viên Pháp quan thái thú (Praetorian Prefect) Anthemius khống chế hoàn toàn, cũng chính ông là người đã giám sát việc xây dựng các bức tường thành quanh thủ đô Constantinopolis nhằm nâng cao khả năng phòng thủ trước các cuộc xâm lấn của người rợ ngày càng tăng.
Năm 414, chị của Theodosius là Pulcheria được tôn làm Augusta và đảm nhận việc nhiếp chính. Đến năm 416 Theodosius được kế thừa tước hiệu Augustus chính thức tự gánh vác việc nước và thời kỳ nhiếp chính kết thúc, thế nhưng người chị của ông vẫn còn để lại ảnh hưởng rất lớn đối với việc trị nước nhất là về tôn giáo. Tháng 6 năm 421, Theodosius kết hôn với Aelia Eudocia, một phụ nữ gốc Hy Lạp. Cả hai có một người con gái tên là Licinia Eudoxia.
Theodosius tỏ ra ngày càng quan tâm đến Kitô giáo, cũng bởi chịu sự ảnh hưởng từ người chị sùng đạo Pulcheria, cũng bởi vậy mà ông đã bắt đầu một cuộc chiến tranh chống lại nhà Sassanid (421-422) vì lý do họ đàn áp người Kitô giáo; cuộc chiến kết thúc trong hòa hoãn, người La Mã đã buộc phải chấp nhận hoà bình khi hay tin đại quân người Hun đang chuẩn bị vây hãm đe dọa Constantinople.
Năm 423, Hoàng đế Tây La Mã Honorius, chú của Theodosius qua đời và viên primicerius notariorum (Trưởng quan hành chính) Joannes tự xưng làm Hoàng đế phía Tây nhưng không được phía Đông công nhận. Em gái của Honorius là Galla Placidia và đứa con trai nhỏ của Valentinianus cùng nhau chạy trốn đến Constantinople để tìm kiếm sự giúp đỡ từ triều đình phía Đông và sau vài lần cân nhắc kỹ lưỡng vào năm 424, Theodosius quyết định tuyên chiến chống lại ngụy đế Joannes. Tháng 5 năm 425, Valentinianus III được binh lính đưa lên làm Hoàng đế Tây La Mã với sự hỗ trợ của magister officiorum Helion và mẹ ông làm nhiếp chính. Để củng cố mối quan hệ giữa hai phần của Đế quốc, Theodosius đã đem cô con gái rượu Licinia Eudoxia đính hôn với Valentinianus. 

### Giáo dục và luật lệ

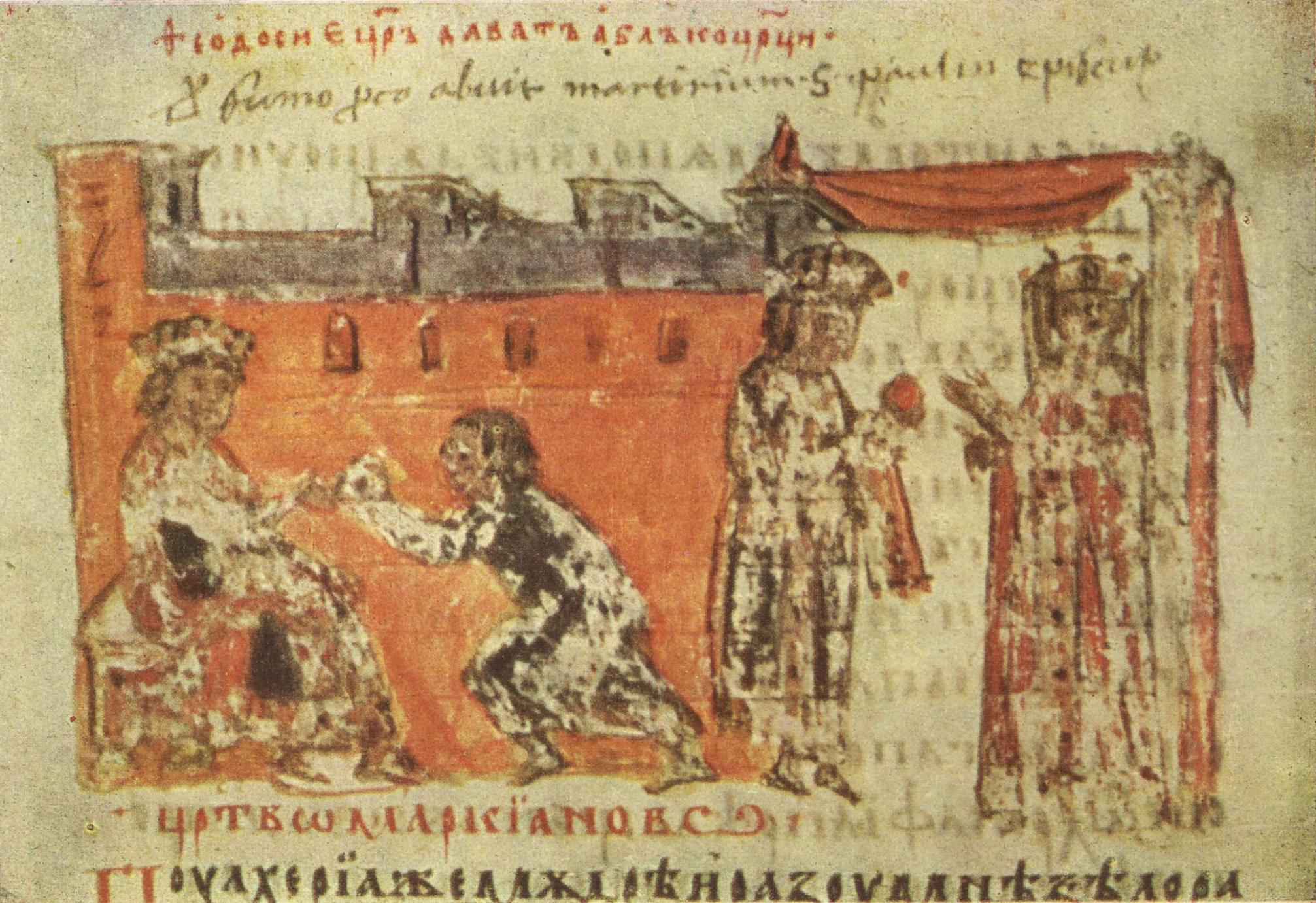
Tranh minh họa Hoàng đế Theodosius II cùng với Hoàng hậu Aelia Eudocia từ thời Trung cổ.

Năm 425, Theodosius cho thành lập trường Đại học Constantinople với 31 giáo sư (15 người giảng dạy bằng tiếng Latin và 16 người giảng dạy bằng tiếng Hy Lạp). Các môn học bao gồm luật học, triết học, y học, số học, hình học, thiên văn học, âm nhạc và hùng biện.
Năm 429, Theodosius đã bổ nhiệm một ủy ban với nhiệm vụ thu thập tất cả các luật lệ kể từ thời Đại đế Constantinus và tạo ra một hệ thống luật chính thức hoàn chỉnh. Kế hoạch này đã bị bỏ dở, nhưng công việc của ủy ban thứ hai lại được tổ chức ở Constantinople, họ vẫn được phân công thu thập tất cả các bộ luật chung và phải hoàn thành chúng đúng thời hạn, để rồi bộ luật tập của họ được công bố với tên gọi Bộ luật Theodosianus vào năm 438. Bộ luật của Theodosius II gồm những sắc lệnh tổng hợp được ban hành từ thời Đại đế Constantinus, tạo thành cơ sở cho các bộ luật của Hoàng đế Justinian I vào thế kỷ sau.

### Chiến tranh với người Rợ và Ba Tư
Đế quốc Đông La Mã còn bị đe dọa từ các cuộc đột kích ngắn hạn của người Hun. Năm 447, đại quân của người Hun đã tràn qua vùng Balkan, phá hủy một trong số những thành phố ở Serdica (Sofia) rồi tiến quân tới Athyra (Büyükçekmece) ở vùng ngoại ô của Constantinople nhằm trực tiếp uy hiếp kinh đô. Sau đó, đích thân Anatolius đã chủ trương đàm phán cầu hòa khiến hai bên đạt được một thỏa thuận ngưng chiến lâu dài với điều kiện mỗi năm Đông La Mã phải cống nạp cho họ một số lượng lớn vàng bạc khiến cho ngân khố quốc gia ngày càng giảm sút.
Khi các tỉnh châu Phi thuộc La Mã rơi vào tay người Vandal vào năm 439, cả hai hoàng đế Đông và Tây La Mã đều gửi quân tới Sicilia để tấn công người Vandal ở Carthage, nhưng kế hoạch này mau chóng thất bại. Nhận thấy biên giới của Đế quốc La Mã chẳng còn lực lượng quân sự nào đáng kể, liên quân Hun và Ba Tư nhà Sassanid cùng nhau tuyên chiến. Suốt năm 443, hai đội quân La Mã lần lượt đều bị người Hun đánh cho thảm bại. Vì thế đã buộc triều đình La Mã phải ký thỏa thuận hòa bình với điều kiện phải tăng khoản cống nạp gấp ba lần sau khi quân Hun rút sâu vào bên trong lãnh thổ của Đế quốc. Cuộc chiến với người Ba Tư mặt khác lại chứng tỏ sự thiếu quyết đoán của Đông La Mã dẫn đến một thoản thuận hòa bình giữa đôi bên vào năm 422 mà không cần thay đổi hiện trạng. 

### Tranh luận Thần học

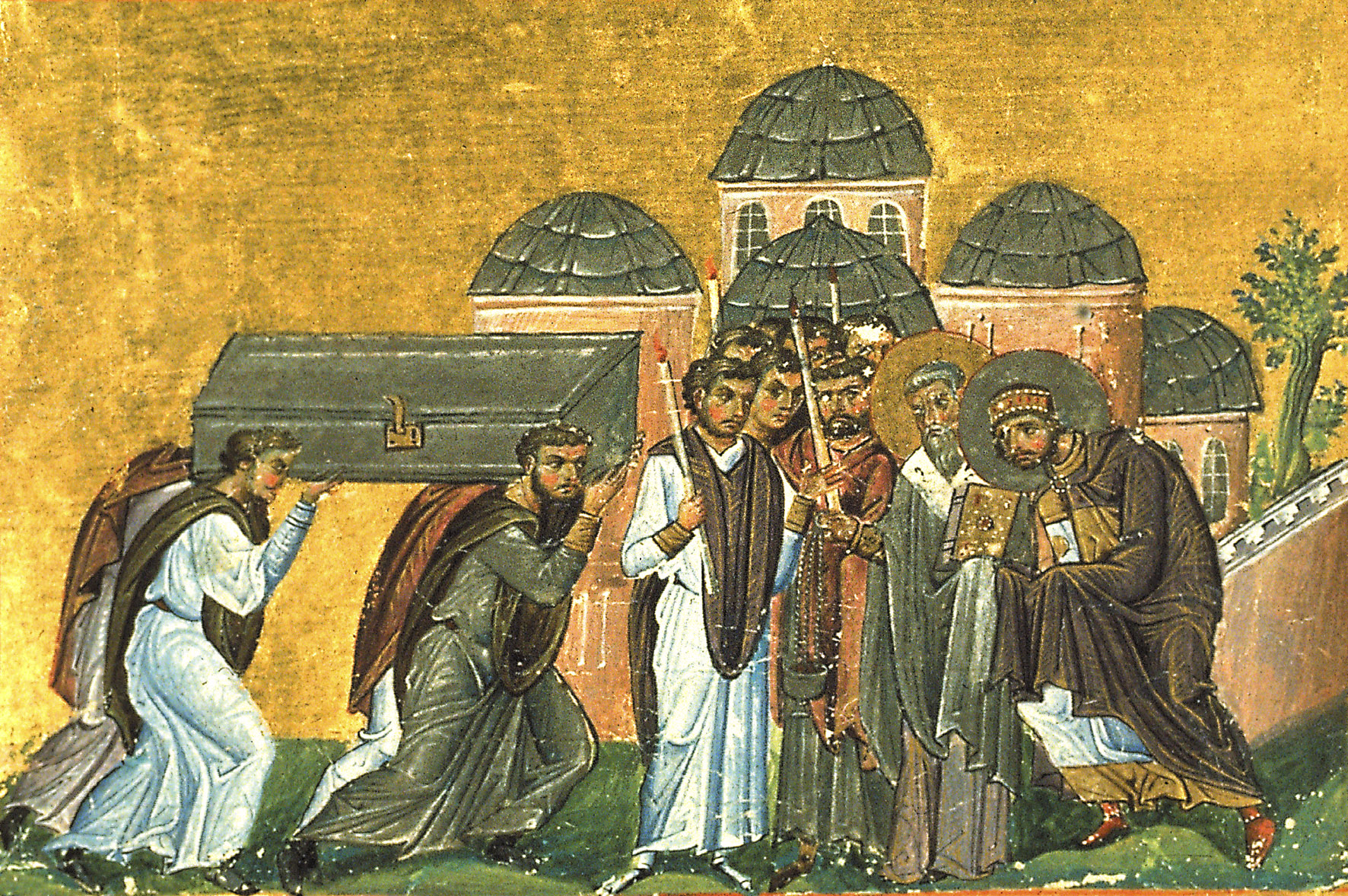
Theodosius cùng quần thần nghênh đón di hài của John Chrysostom. Bức tiểu họa có từ thế kỷ thứ 11.

Trong một lần viếng thăm Syria, Theodosius đã gặp tu sĩ Nestorius, một nhà thuyết giáo nổi tiếng. Vì mến mộ tài năng lẫn đức hạnh của ông mà hoàng đế đã bổ nhiệm Nestorius làm Tổng giám mục thành Constantinople vào năm 428. Vừa nhậm chức chưa được bao lâu, Nestorius đã dính vào vụ tranh luận dữ dội giữa hai phe Thần học chỉ vì khác biệt trong quan điểm Thiên Chúa giáo. Nestorius cố gắng tìm cách dung hòa giữa hai phe, nhấn mạnh thực tế rằng Đức Chúa được sinh ra như một người bình thường, cứ khăng khăng đòi gọi Đức Mẹ Đồng Trinh Maria là Theotokos ("Người sinh Thiên Chúa"), và những người từ chối danh hiệu đó vì Thiên Chúa chỉ là một hữu thể vĩnh cửu, cũng có thể ngài chưa từng được sinh ra. Nestorius đề nghị dùng danh hiệu Christotokos ("Người sinh Chúa Kitô") như một sự thỏa hiệp nhưng không được hai phe công nhận. Ông bị cáo buộc là đã tách rời tính chất thiêng liêng và nhân tính của Chúa Kitô, kết quả là xuất hiện "hai Chúa Kitô", một tà thuyết sau này được gọi là giáo thuyết Nestoria. Dù lúc đầu được sự ủng hộ hoàng đế, Nestorius đã gặp phải một đối thủ mạnh mẽ từ Tổng giám mục Cyril thành Alexandria. Theo yêu cầu của Nestorius, hoàng đế đã cho mời một công đồng được triệu tập ở Ephesus vào năm 431. Hội đồng này đã chính thức xác nhận danh hiệu Theotokos và lên án Nestorius, khiến ông phải trở về tu viện của mình ở Syria và cuối cùng bị triều đình lưu đày đến sống tại một tu viện xa xôi ở Ai Cập.
Gần hai mươi năm sau, một vụ tranh cãi Thần học lại nổ ra lần nữa, lần này do Tu viện trưởng Constantinopolitan Eutyches khởi xướng, theo đó thì ông cho rằng Kitô giáo được một số người hiểu theo nghĩa phải hòa trộn bản tính Thiên Chúa và nhân tính của Chúa Kitô thành một. Vì vụ việc lần này mà Eutyches bị Tổng giám mục Flavian thành Constantinople lên án kịch liệt nhưng may nhờ vào người bạn sẽ kế thừa Cyril là Dioscurus thành Alexandria ra tay cứu giúp mới thoát khỏi bị kết án. Một công đồng khác được triệu tập ở Ephesus vào năm 449 mà về sau bị Giáo hoàng Leo I gọi là một "công đồng của kẻ cướp" vì những trường hợp hỗn loạn của nó. Công đồng này đã quyết định phục chức cho Eutyches và truất phế Flavian, ông này bị ngược đãi và chết ngay sau đó. Leo thành Rome và nhiều giám mục khác đã phản đối kết quả nhưng riêng hoàng đế lại ủng hộ. Chỉ sau khi ông qua đời vào năm 450 thì quyết định mới bị đảo ngược tại Công đồng Chalcedon năm 451.

### Qua đời
Theodosius mất vào năm 450 do bị ngã ngựa khi đang dạo chơi cùng tùy tùng. Vì không có con trai nối dõi nên đã xảy ra một cuộc tranh đấu quyền lực giữa hai phe phái trong triều, kết quả là người chị Pulcheria của ông đã giành thắng lợi sau khi đưa quân dẹp tan phe cánh của viên thái giám đầy quyền uy Chrysaphius. Sau đó, bà vội vàng kết hôn với tướng Marcianus và đưa ông lên ngôi Hoàng đế Đông La Mã để rồi cả hai vợ chồng cùng nhau trị vì đất nước.